# Louis Dudek
Louis Dudek (6. února 1918 – 23. března 2001) byl kanadský básník. Narodil se do rodiny polských emigrantů ve městě Montréal v kanadské provincii Québec. Studoval na montréalské McGillově universitě, kterou v roce 1939 úspěšně dokončil získáním titulu B.A. Později studoval na newyorské Columbia University, kde získal titul PhD. a začal se věnovat pedagogické činnosti a psaní básní. Od konce čtyřicátých let si dopisoval s básníkem Ezrou Poundem, který na něj měl značný vliv a se kterým se také později osobně setkal. Od roku 1951 Dudek vyučoval na McGillově universitě. Zemřel v roce 2001 ve věku 83 let. Jeho synem je informatik Gregory Dudek.